# Coccidiile
Coccidiile (Coccidia) este o clasă de protozoare importante din clasa Sporozoea, încrengătura Apicomplexa, fiind paraziți intracelulari la nevertebrate și vertebrate. Ciclul de dezvoltare este complet la cele mai multe forme, incluzând toate cele trei faze - gamogonie, sporogonie, schizogonie. Trofozoizii maturi sunt mici și se află de obicei intracelular. Parazitează la nevertebrate (moluște, anelide, enteropneuste, artropode) și vertebrate (de la pești până la mamifere). Coccidiile produc coccidioze grave la animalele domestice și om.

Subclasa Coccidia cuprinde patru ordine: 
- Agamococcidiida (Agamococcidiorida)
- Protococcidiida (Protococcidiorida)
- Eucoccidiida (Eucoccidiorida)
- Ixorheorida